# 中国人民抗日戦争・世界反ファシズム戦争勝利80周年記念式典
中国人民抗日戦争・世界反ファシズム戦争勝利80周年記念式典（ちゅうごくじんみんこうにちせんそう・せかいはんファシズムせんそうしょうりはちじゅっしゅうねんきねんしきてん、中国語: 紀念中國人民抗日戰爭暨世界反法西斯戰爭勝利80周年大會）は、日中戦争（中国人民抗日戦争）および第二次世界大戦中国戦線における中国の勝利から、2025年に80年目を迎えることを記念して行われる予定の式典。2015年に行われた中国人民抗日戦争・世界反ファシズム戦争勝利70周年記念式典に続く行事となる。

## 背景
2025年6月、中国政府は抗日戦勝80周年式典に、アメリカ合衆国大統領のドナルド・トランプを招待すると発表した。式典にはロシア連邦大統領のウラジーミル・プーチンも出席するとみられ、仮に実現すれば米中露首脳が共に「対日戦勝」を祝う歴史的な行事となる。